# Melissa Tapper

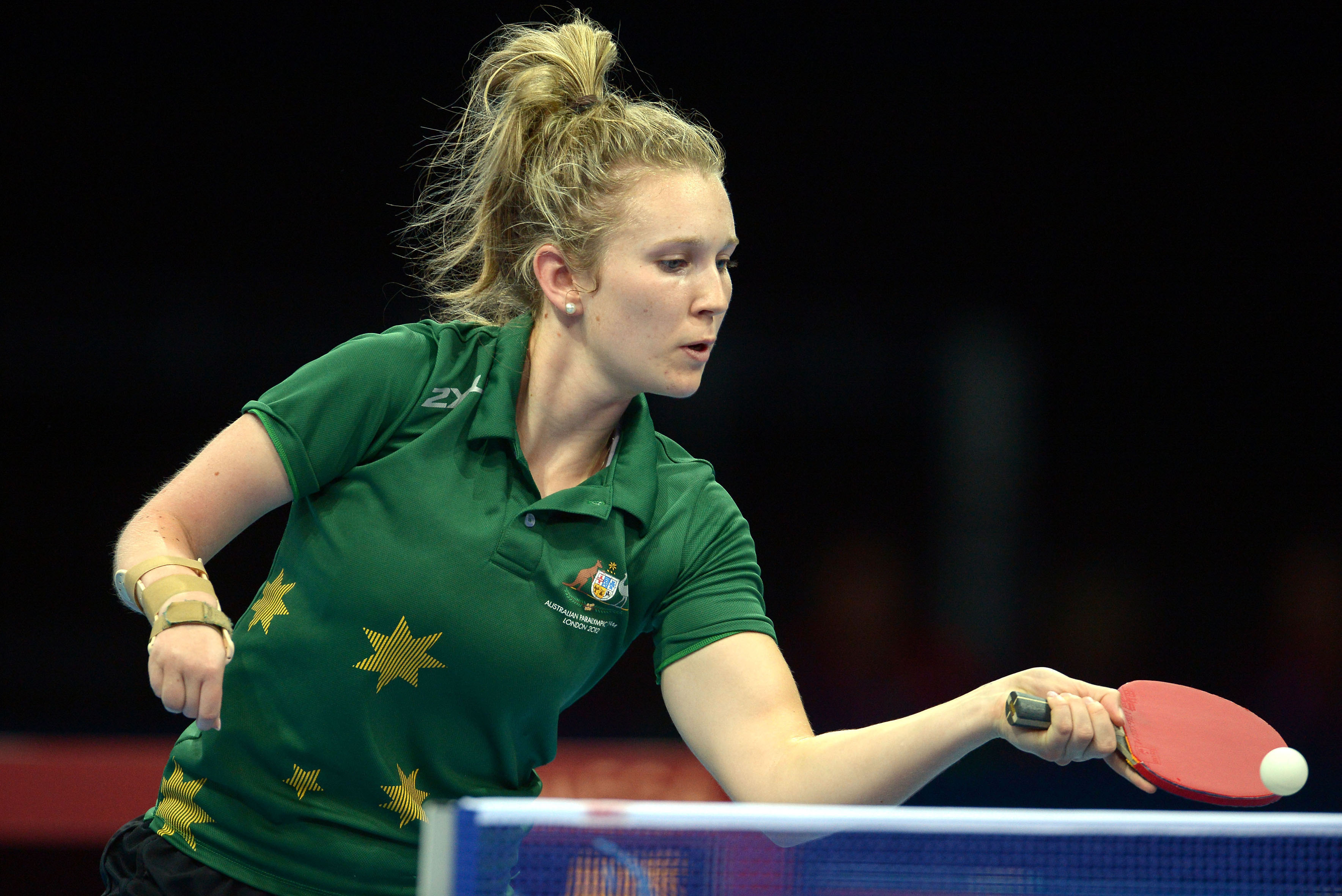
Melissa Tapper lors des Jeux paralympiques de Londres

Melissa Tapper (née le 1er mars 1990 à Hamilton (Victoria)) est une pongiste handisport australienne. Elle est la première représentante de l'Australie à participer à la fois aux Jeux paralympiques et aux Jeux olympiques,. 
Paralysée de naissance du bras droit, elle a participé aux Jeux paralympiques d'été de 2012 à Londres, de 2016 (en classe 10) à Rio de Janeiro, de 2020 à Tokyo ainsi qu'aux Jeux olympiques d'été de Rio en 2016, de Tokyo en 2021 et de Paris en 2024.
Elle a remporté la médaille de bronze lors des championnats du monde handisport en 2014 à Pékin, qui était la première médaille jamais remportée par l'Australie lors de ce type de compétition.
Elle a été récompensée en 2014 par le Victorian Institute of Sport (en).
En 2024, elle participe à nouveaux aux Jeux olympiques et paralympiques, comme Bruna Alexandre.